# Monasterace
Monasterace est une commune de la province de Reggio de Calabre, dans la région Calabre, en Italie.

## Histoire
Durant l'époque de la Grande Grèce, le territoire de Monasterace est occupé par la colonie grecque Kaulon.
Pendant le règne des Deux-Siciles, Monasterace est inclus en tant que commune libre, dès 1811, dans le district de Gerace.

## Administration
| Période                                  | Période  | Identité               | Étiquette    | Qualité |
| ---------------------------------------- | -------- | ---------------------- | ------------ | ------- |
| 30 mai 2006                              | En cours | Maria Carmela Lanzetta | Lista Civica |         |
| Les données manquantes sont à compléter. |          |                        |              |         |

### Communes limitrophes
Guardavalle, Stilo.

### Évolution démographique
Habitants recensés

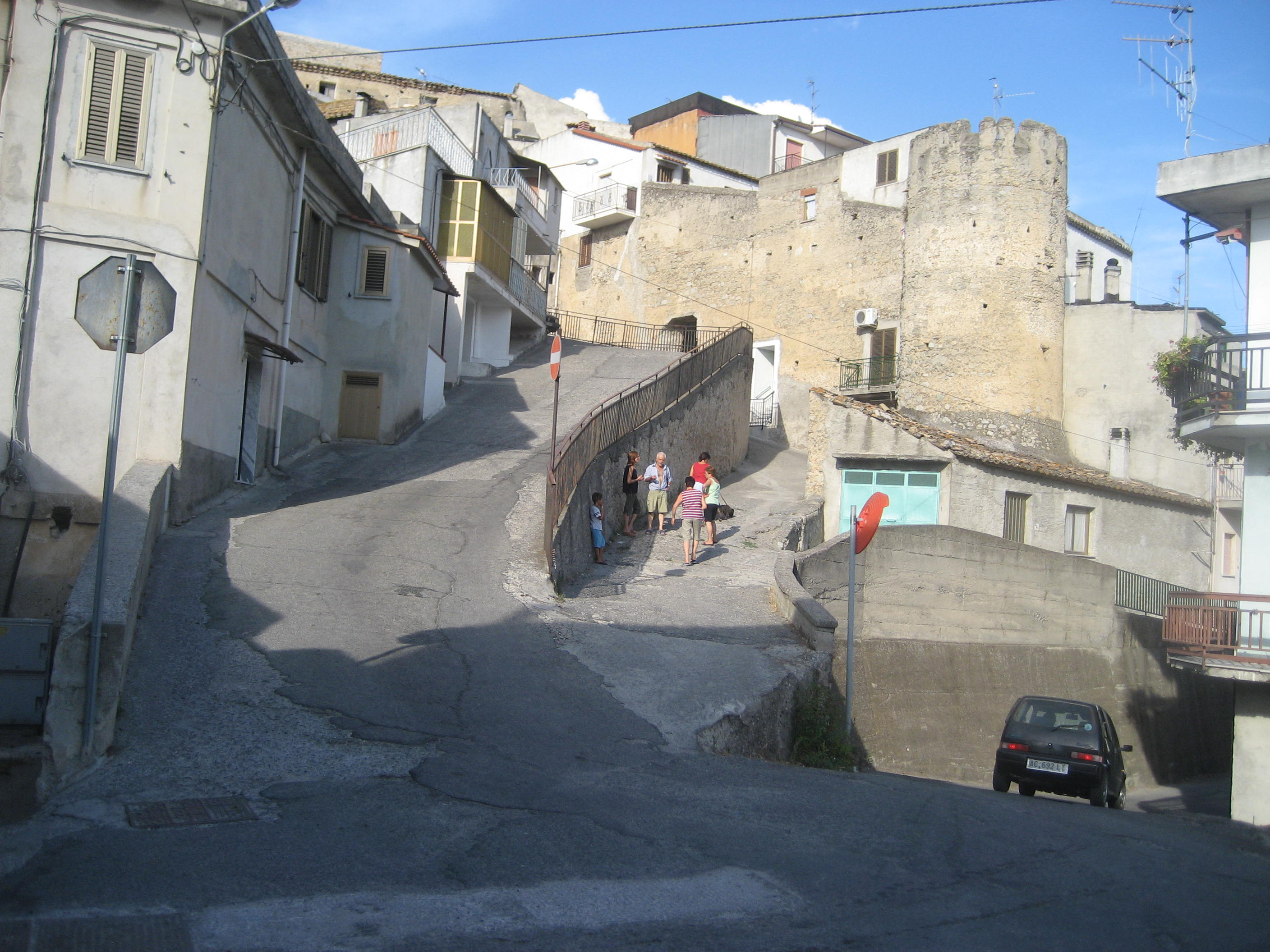
Remparts externes du château.
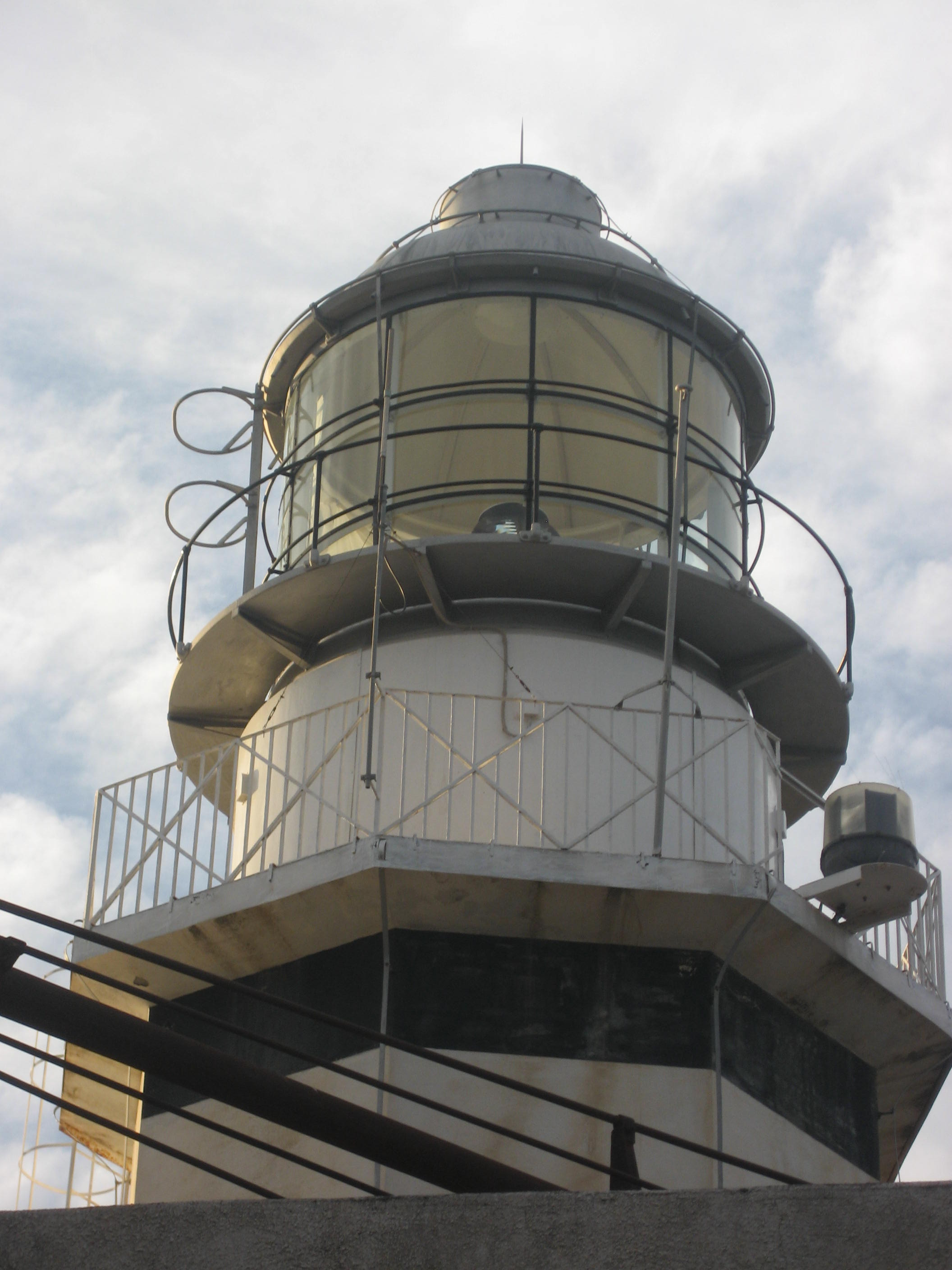
Phare de Monasterace.